# Hendrik de Veer
Hendrik de Veer (Sommelsdijk, 23 november 1829 – Rhenen, 11 december 1890) was een Nederlandse predikant, redacteur en schrijver.
Na de dood van zijn ouders ging hij in 1839 in Hasselt wonen, waar hij tot zijn zeventiende jaar een opleiding deed. De twee jaar daarna werd hij in Amsterdam voorbereid op het staatsexamen. Na zijn theologiestudie in Utrecht werd hij als predikant benoemd in Meerkerk. Later was hij predikant in Wormerveer en Delft. Nadat hij het candidaats-examen in de Letteren met goed gevolg had afgelegd werd hij in 1864 directeur van de Hoogere Burgerschool te Delft.
Na het overlijden van zijn vriend en geestverwant Simon Gorter in 1871, nam hij ontslag en werd hij hoofdredacteur van Nieuws van den Dag. Verder was hij als redacteur verbonden aan het tijdschrift Eigen Haard en in 1868 samen met zijn vriend G. van Gorcum redacteur van Los en Vast. Daarin nam hij ijverig deel aan de strijd der Modernen tegen de orthodoxie.